# Chiesa di Sant'Ambrogio vecchio
La chiesa di San Carlo Borromeo, originariamente dedicata a Sant'Ambrogio e quindi nota più diffusamente con il nome di chiesa di Sant'Ambrogio vecchio, è un edificio religioso romanico che si trova in località Negrentino ad Acquarossa.

## Storia
La prima menzione della chiesa risale al 1224 e una successiva citazione fu effettuata nel 1351. L'edificio, però, è in realtà più antico: la parte più vecchia fu costruita nella seconda metà dell'XI secolo, per poi essere ampliata e ulteriormente modificata fra il XII e il XV secolo. Della struttura originaria rimane il campanile, dell'XI o XII secolo. Ulteriori modifiche vennero apportate fra il XVI e il XVII secolo, quando fu realizzata la sagrestia.

## Descrizione
La chiesa si presenta come un edificio con due navate e due absidi. Nella chiesa si conservano affreschi di varie epoche, alcuni dei quali attributi ad Antonio da Tradate e ai pittori seregnesi.

## Galleria d'immagini

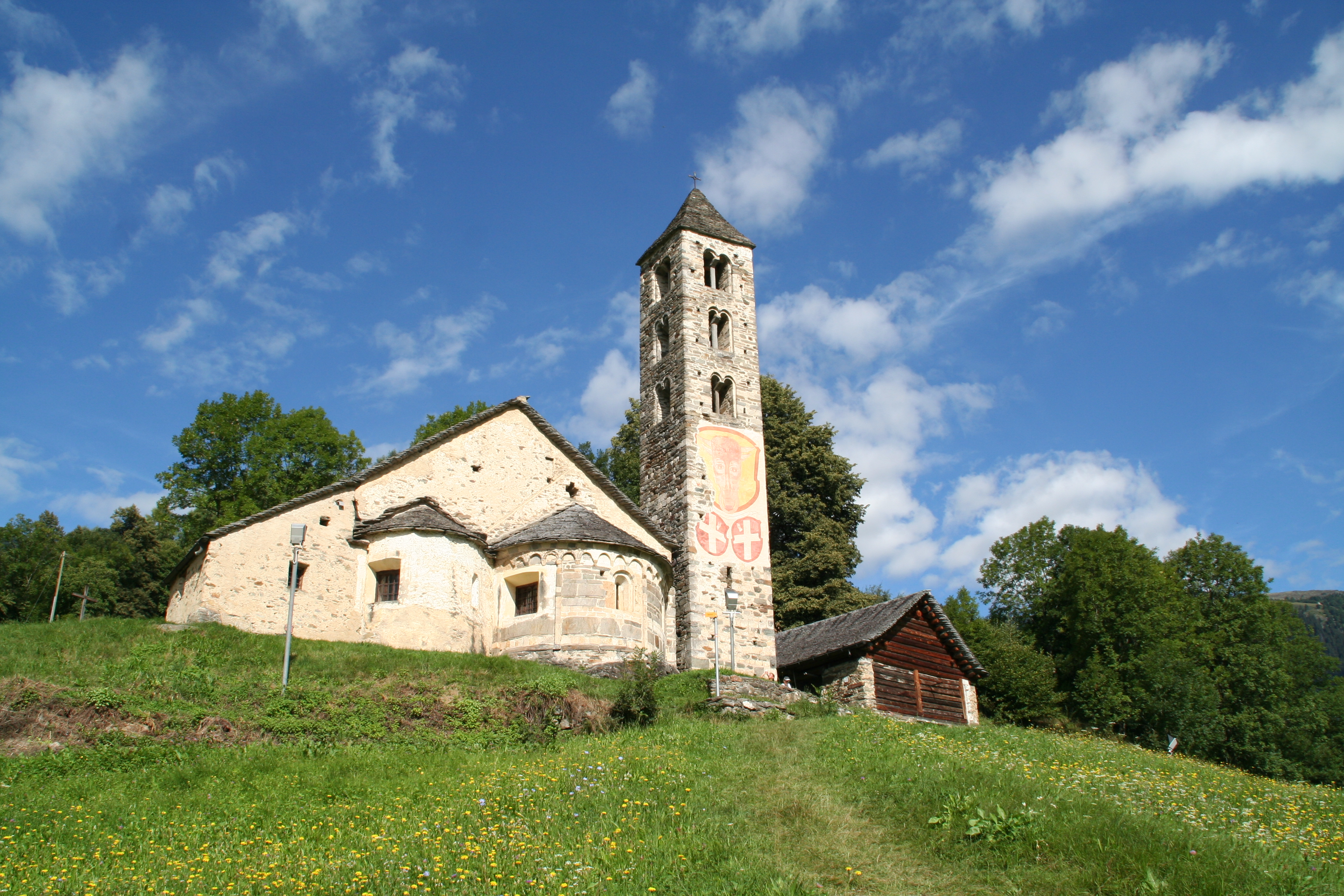
Vista dal lato orientale
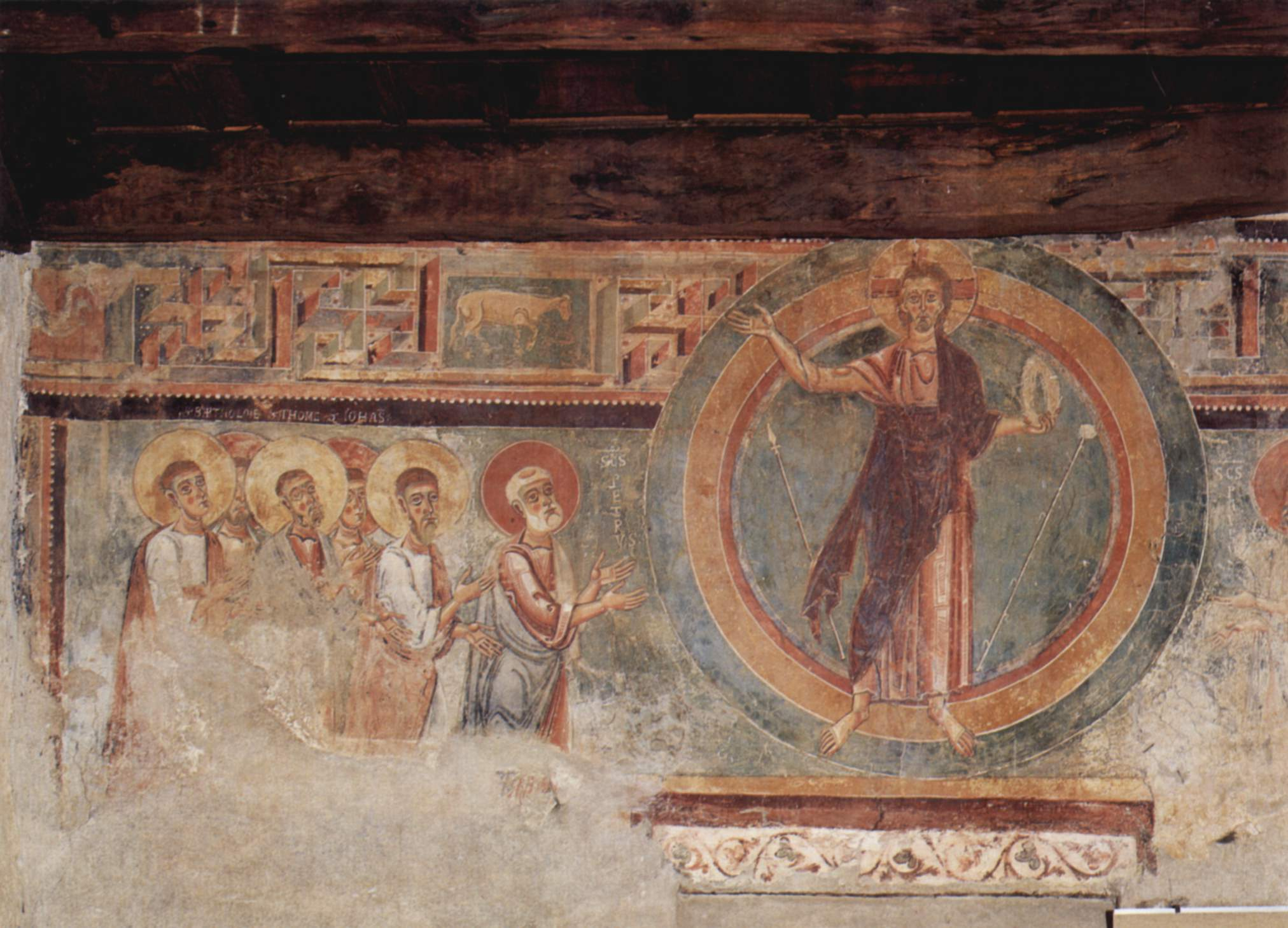
L'affresco con Cristo trionfante e gli apostoli
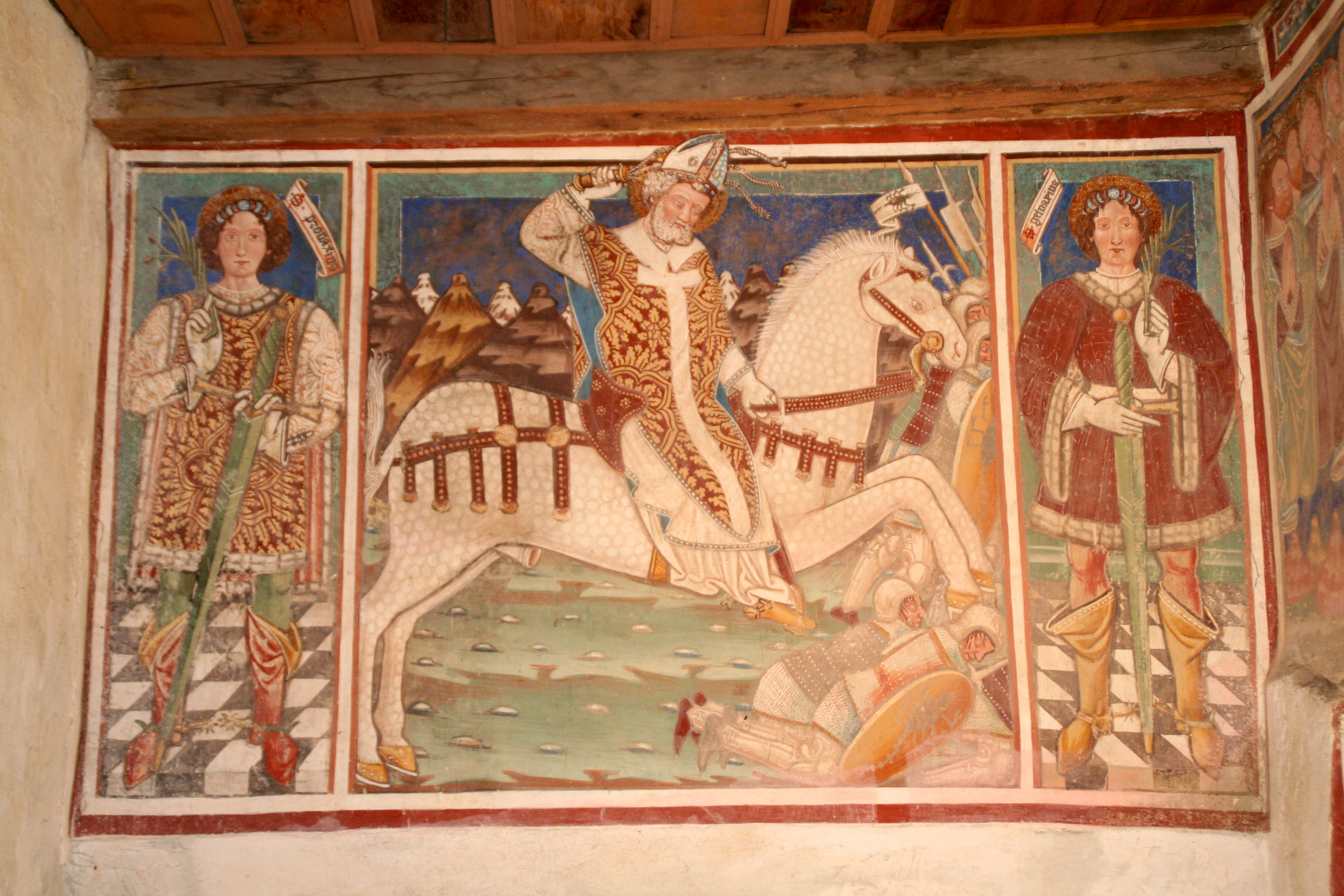
Miracolo di Parabiago: Sant’Ambrogio a cavallo appare ai Milanesi nel corso della battaglia di Parabiago[2] (1339)
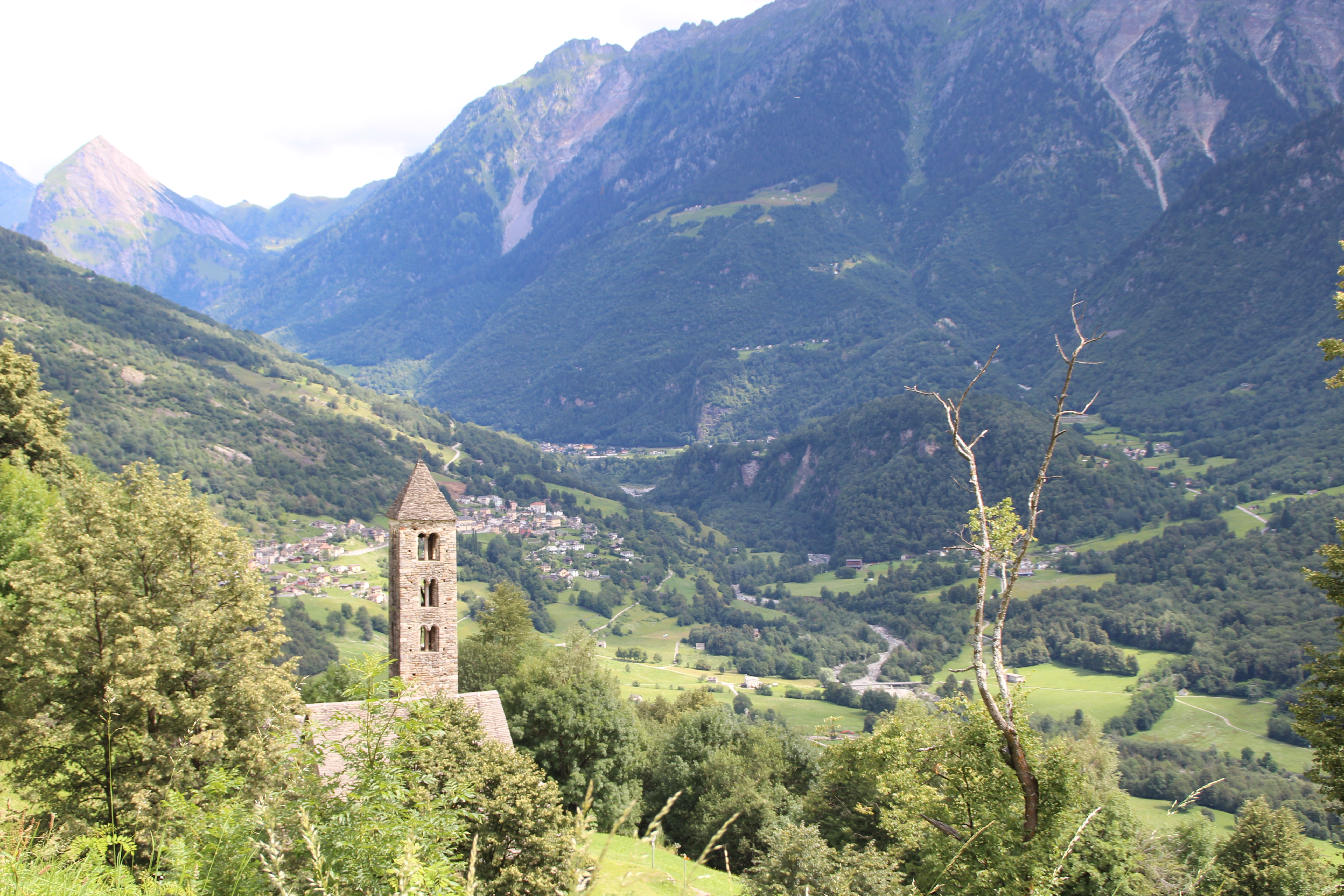
La chiesa con sullo sfondo la valle di Blenio
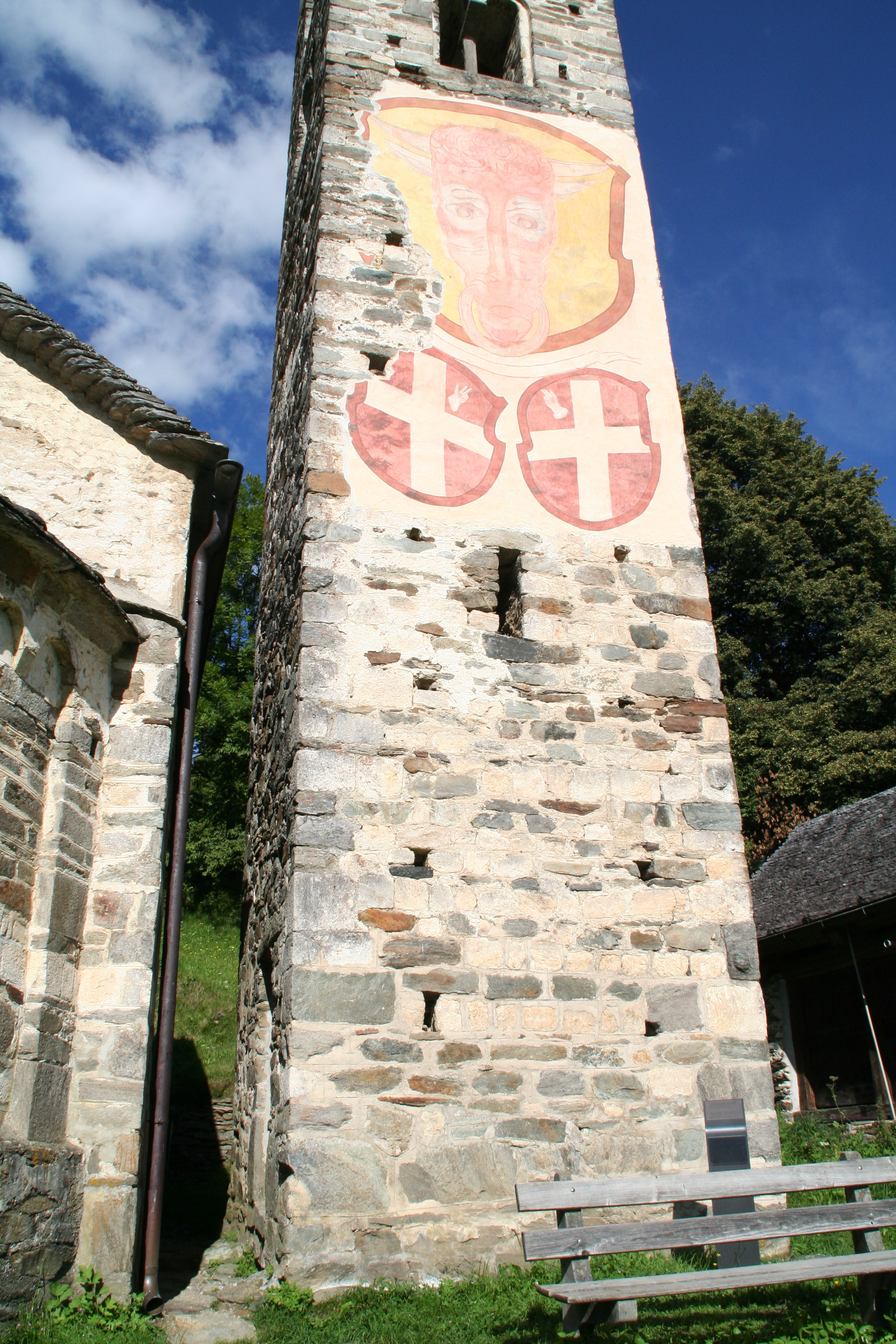
Lo stemma del canton Uri, testimonianza dello status di paese soggetto del baliaggio di Blenio